# جان-پاتریک کاپت ویل
جان-پاتریک کاپت ویل (انگلیسی: Jean-Patrick Capdevielle؛ زادهٔ ۱۹ دسامبر ۱۹۴۵) موسیقی‌دان اهل فرانسه است.